# Velyki Lučky
Velyki Lučky (ukrajinsky Великі Лучки, maďarsky Nagylucska, česky v období ČSR též Velké Loučky) je vesnice ležící v Mukačevském rajónu Zakarpatské oblasti na západní Ukrajině, v rovině asi 10 km západně od Mukačeva. Jde o jednu z největších vesnic v zemi, v roce 2025 měla 9028 obyvatel.
Je zde sídlo Velykolučské vesnické komunity (ukrajinsky Великолучківська сільська громада), ve které je 17 sídel.

## Historie
V minulosti obec patřila Rakousku-Uhersku, od jeho rozpadu v roce 1918 až do roku 1938 byla součástí Československa. Za první československé republiky byl v obci obecní notariát, četnická stanice a poštovní úřad. V roce 1930 v obci žilo 5 854 obyvatel.  V roce 1945 byla obec i s okolím připojena k Ukrajinské SSR.
Z této obce také původně pochází dřevěný kostel sv. archanděla Michala, který stál v pražské zahradě Kinských a 28. října 2020 shořel. V roce 1793 obec kostel prodala bohatším Medvedovcům, odkud ho v roce 1929 získalo Národopisné muzeum do svých sbírek. Kostel byl tedy za své existence dvakrát zcela rozebraný, přestěhovaný a opět složený dohromady na novém místě.

## Významní rodáci
- Štefan Fencik, celým jménem Štefan Andrejevič Fencik (1892-1946) – československý politik rusínské národnosti, meziválečný poslanec Národního shromáždění za Národní sjednocení, později ministr autonomní vlády Karpatské Ukrajiny.
- Michal Lučkaj (1789–1843) – řeckokatolický kněz, historik, autor  rusínské mluvnice
- Vasil Popovič (1887 – ?) – československý politik rusínské národnosti z Podkarpatské Rusi a meziválečný senátor Národního shromáždění ČSR za Komunistickou stranu Československa.